# 多度
多度是指一定区域内生态系统中特定物种个体的数量，是种群和群落的重要参数，也是生态学研究的经典问题。物种多度分为绝对数量和相对多度。一个物种相对于生活在生态系统中的一个或多个其他物种的丰度之比称为相对多度。